# George Alexander Drummond
Pour les articles homonymes, voir Drummond.
George Alexander Drummond, né le 11 octobre 1829 à Édimbourg (Écosse) et décédé le 2 février 1910 à Montréal, était un industriel, financier et sénateur montréalais.

## Biographie
En 1854, John Redpath, qui a épousé la sœur de George Alexander Drummond, invite ce dernier à venir s’établir à Montréal et à prendre la direction de la raffinerie de sucre qu’il est en train de construire près du Canal de Lachine.
Jusqu’en 1876, le destin de George Alexander Drummond est relié à celui de l’entreprise Redapth (Sucrerie Redpath) devenue, en février 1857 avec l’association de John Redpath et de son fils Peter, la John Redpath and Son. 
Durant les années 1880, il émerge de plus en plus comme un porte-parole autorisé du milieu montréalais des affaires.  
En 1882, George Alexander Drummond  est nommé administrateur de la Banque de Montréal. En 1888, John A. Macdonald le nomme au Sénat canadien. Il est l’un des sénateurs les plus écoutés en matière de commerce, de finance et de fiscalité.
Sa présence au Sénat ne l’empêche pas d’être très actif au sein de la Banque de Montréal, dont il est vice-président de 1887 à 1896 et président de 1905 à sa mort. 
Nommé chevalier commandeur de l’Ordre de Saint-Michel et Saint-Georges en 1904 et commandeur de l’Ordre royal de Victoria en 1908, George Alexander Drummond et son épouse deviennent un des couples les plus influents du Canada. 
Tous deux s’intéressent aux lettres et aux arts. Au cours de leurs voyages et par l’intermédiaire d’artistes et de commerçants, le couple a acquis l’une des plus belles collections de peintures du continent. 
George Alexander Drummond a été président de l’Art Association of Montréal (l'ancêtre du Musée des beaux-arts de Montréal) de 1896 à 1899 et sera un grand donateur de cette institution. Avec sa femme, il est aussi très engagé dans plusieurs œuvres philanthropiques de Montréal. 
Atteint d’une maladie de cœur vers 1908, il meurt le 2 février 1910. Avec lui disparaît l’un des derniers survivants de la vieille élite financière qui a porté Montréal au rang de métropole canadienne.

La crypte de George Alexander Drummond au Cimetière Mont-Royal
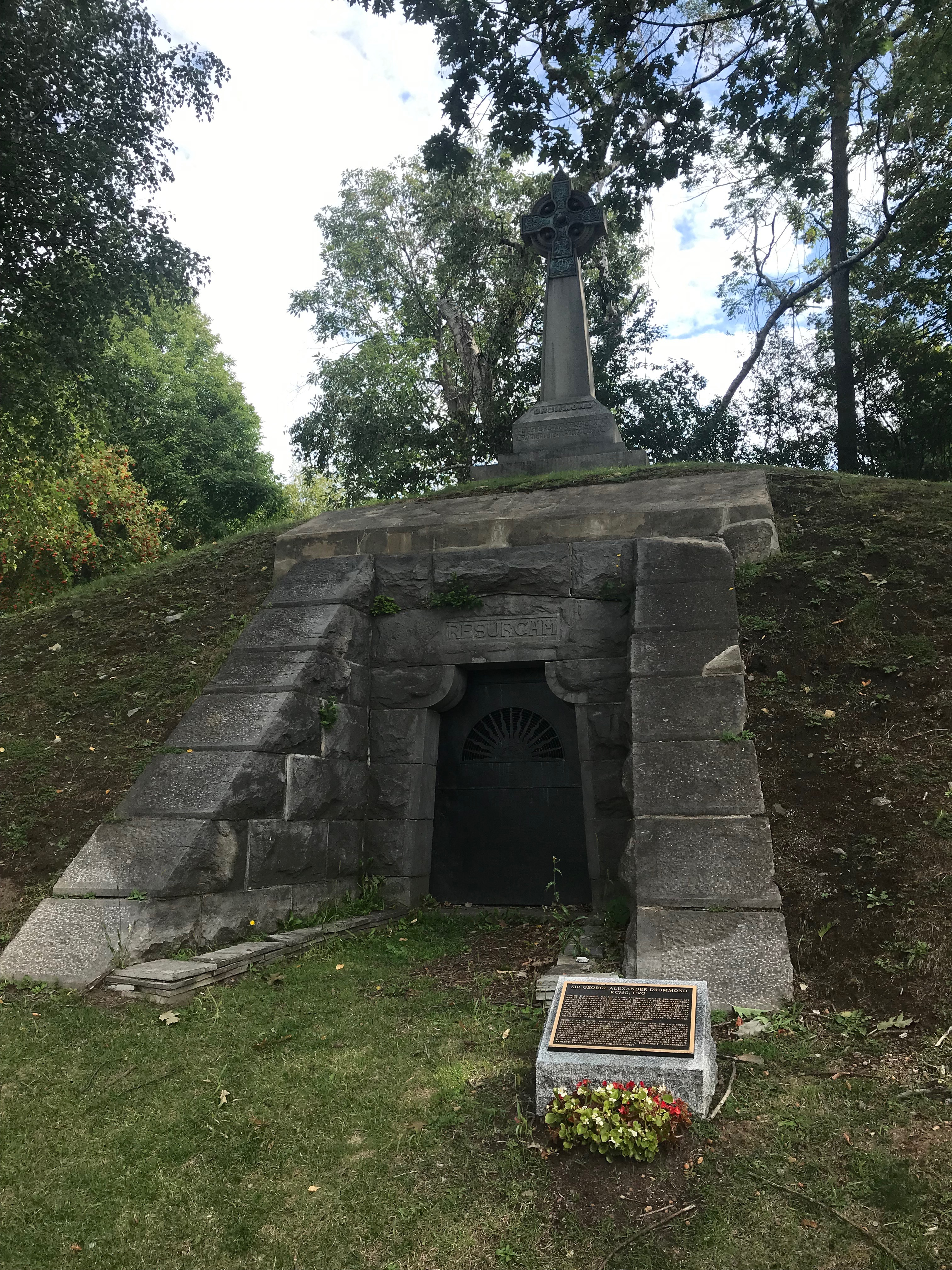
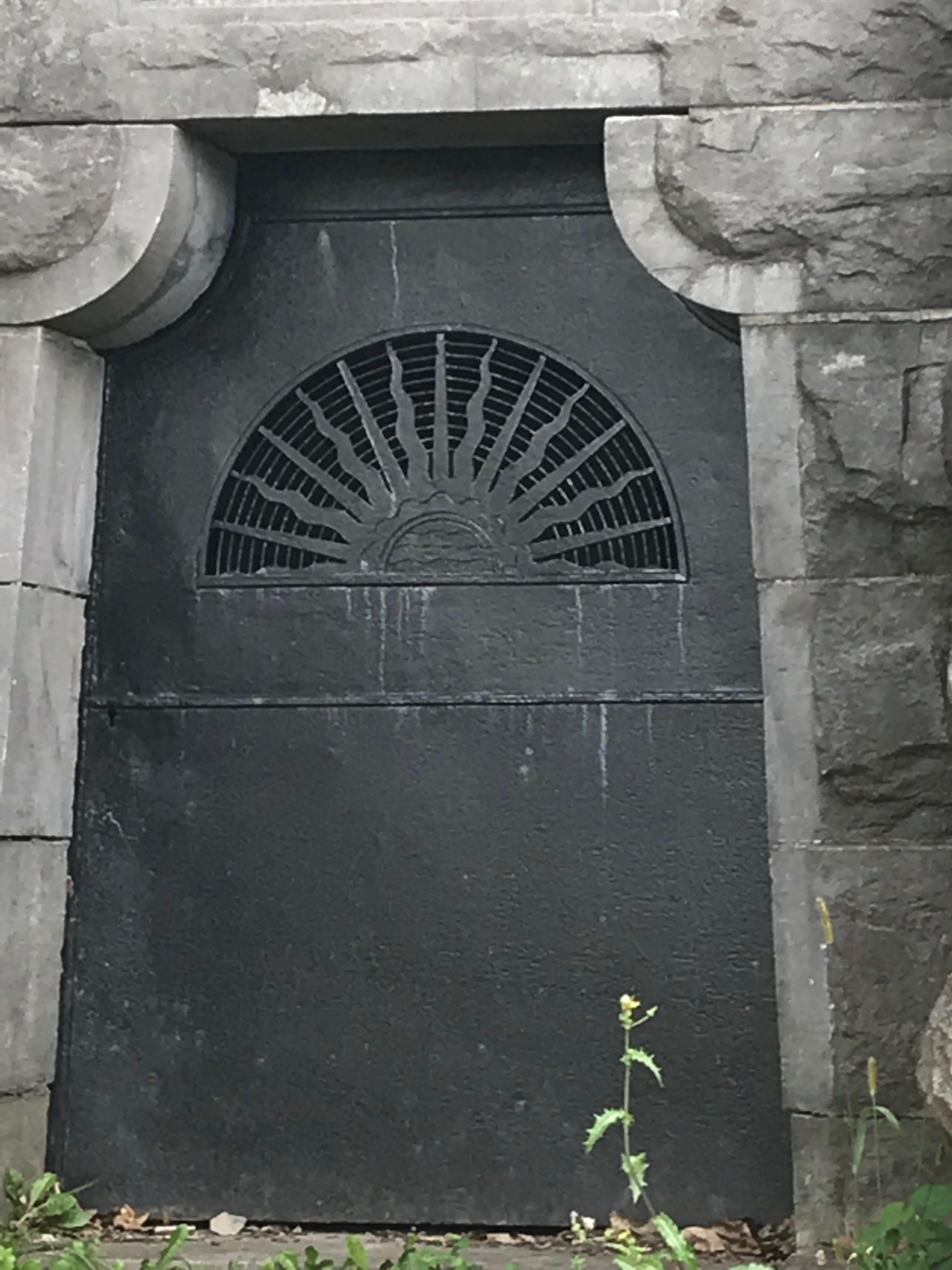

## Source
- Dictionnaire biographique du Canada